# Marlene Kristensen
Marlene Kristensen (født 28. maj 1973) er en dansk tidligere fodboldspiller, der var backspiller. Hun spillede 20 kampe for Danmarks kvindefodboldlandshold og scorede ét mål. Hun var blandt andet med til VM 1999, hvor hun dog kun fik ganske få minutter af en enkelt kamp mod Nordkorea, da hun faldt uheldigt og brækkede benet. Årsagen var, at der havde været et voldsomt regnvejr op til kampen, som blev spillet på en bane, der var lagt kunstgræs på. Desværre var græsset ikke lagt helt præcist, så der var riller i, og det var en af disse, Kristensen gled i, hvilket forårsagede brudet. Hun spillede desuden en enkelt kamp for Danmark ved EM i 1997.
Marlene Kristensen spillede på klubplan i OB, som hun blev dansk mester med i 2000, Varde og Vejle, samt klubber i USA og Australien. Efter sin aktive karriere har hun været træner på blandt andet Idrætsskolerne i Oure og Hjemly Idrætsefterskole.

## Ekstern henvisning
- Marlene Kristensens spillerprofil hos FIFA (engelsk)
- Marlene Kristensens spillerprofil i DBU's Landsholdsdatabase
- Marlene Kristensens profil på WorldFootball.net (engelsk)
- Marlene Kristensens spillerprofil på Soccerdonna.de (tysk)
- Marlene Kristensens profil hos FootballDatabase.eu (engelsk)